# Tibouchina aristeguietae
Tibouchina aristeguietae är en tvåhjärtbladig växtart som beskrevs av John Julius Wurdack. Tibouchina aristeguietae ingår i släktet Tibouchina och familjen Melastomataceae. Inga underarter finns listade i Catalogue of Life.